# Pycnocoma louisii
Pycnocoma louisii är en törelväxtart som beskrevs av J.Leonard. Pycnocoma louisii ingår i släktet Pycnocoma och familjen törelväxter.
Artens utbredningsområde är Kongo-Kinshasa. Inga underarter finns listade i Catalogue of Life.